# Parasanga
Parasanga lub parasang – starożytna perska miara odległości, która została także przejęta przez starożytnych Greków.
1 parasanga = 30 stadionów = ok. 5,5 km